# Божья коровка (группа)
«Бо́жья коро́вка» — советская, а затем российская музыкальная поп-рок группа. Солисты: Владимир Воленко и Наталья Шоколадкина.

## История создания
Группа была создана весной 1988 года композитором-аранжировщиком Владимиром Воленко.
Вернувшись из армии, Воленко почувствовал перемены «перестройки» и начал активно посещать концерты, организованные Московской рок-лабораторией, где свои музыкально-сценические эксперименты демонстрировали мастера неформальной сцены. Поэтому изначально «Божья коровка» тоже задумывалась в виде проекта социально-сатирического направления, где стёб являлся основным приёмом творческого самовыражения.
В 1989 году на студии группы «Дюна» Воленко записал пробный альбом, стиль которого сам охарактеризовал как «художественный панк». Однако на фоне растущей популярности танцевальной музыки второй половины 1980-х годов альбом такого содержания оказался невостребованным. Разочарованные участники проекта разошлись по разным коллективам, где продолжительное время работали в качестве аккомпанирующих музыкантов. Сам же Владимир Воленко по иронии судьбы стал клавишником одного из составов группы «Мираж», таким образом, предав свои прогрессивные (по тому времени) убеждения в угоду коммерции.
В 1990 году Воленко вместе со Степаном Разиным создали группу «Каролина», вокалисткой которой стала супруга Разина Татьяна Коренева.

## 1990-е годы
В 1993 году Воленко покинул группу «Каролина» и решил возродить «Божью коровку», но уже с более популярным репертуаром. Известность к группе пришла после того, как студия «Союз» выпустила кассету и CD с альбомом «Гранитный камушек», а контракт продюсера Вадима Хавезона с фирмой «Лис’С» и съёмки в телевизионных программах «Звёздный дождь» и «Хит-парад Останкино» осуществили возможность показать видеоверсию этой песни широкой аудитории.
Песня сразу стала популярной в России, странах СНГ и среди русскоязычных диаспор других стран, однако долгое время Воленко обвиняли в плагиате композиции «Road to hell» британского исполнителя Криса Ри. Очевидное сходство у этих композиций было, выражалось оно в аранжировке и проигрыше. Из новой версии «Гранитный камушек — 25 лет спустя» (2020 год) Владимир убрал все музыкальные части, заимствованные у Ри, сделав «Гранитный камушек» самодостаточным произведением. Ряд авторитетных музыкальных критиков с этим согласились.
Во второй половине 1990-х годов Воленко записал ещё четыре альбома, один из них «Улети на небо» (релиз 1996 лэйбл «Монолит»), в котором окончательно сформировались принципы так называемого стиля «Чебурашка — рок». Это означало, что группа, работающая в миксе художественного стёба, популярной лирической песни, фолк-рока, интеллигентного шансона и знойной латины, представленных в ритмах дискотеки 1980-х — 1990-х годов, почти постоянно использовала и звучание гитар, перегруженных эффектом over-drive. Впоследствии элементы рок-н-ролла и соло на ударной установке также остались необходимой составляющей любого концерта группы.
В 1997 году «Божья коровка» стала одним из проектов новой продюсерской компании «ОРТ-рекордз», возглавляемой продюсером Иосифом Пригожиным.
На лейбле этой компании были выпущены альбомы «Моя королевишна» (1997) и «Женщина мечты» (1998).

## 2000-е годы

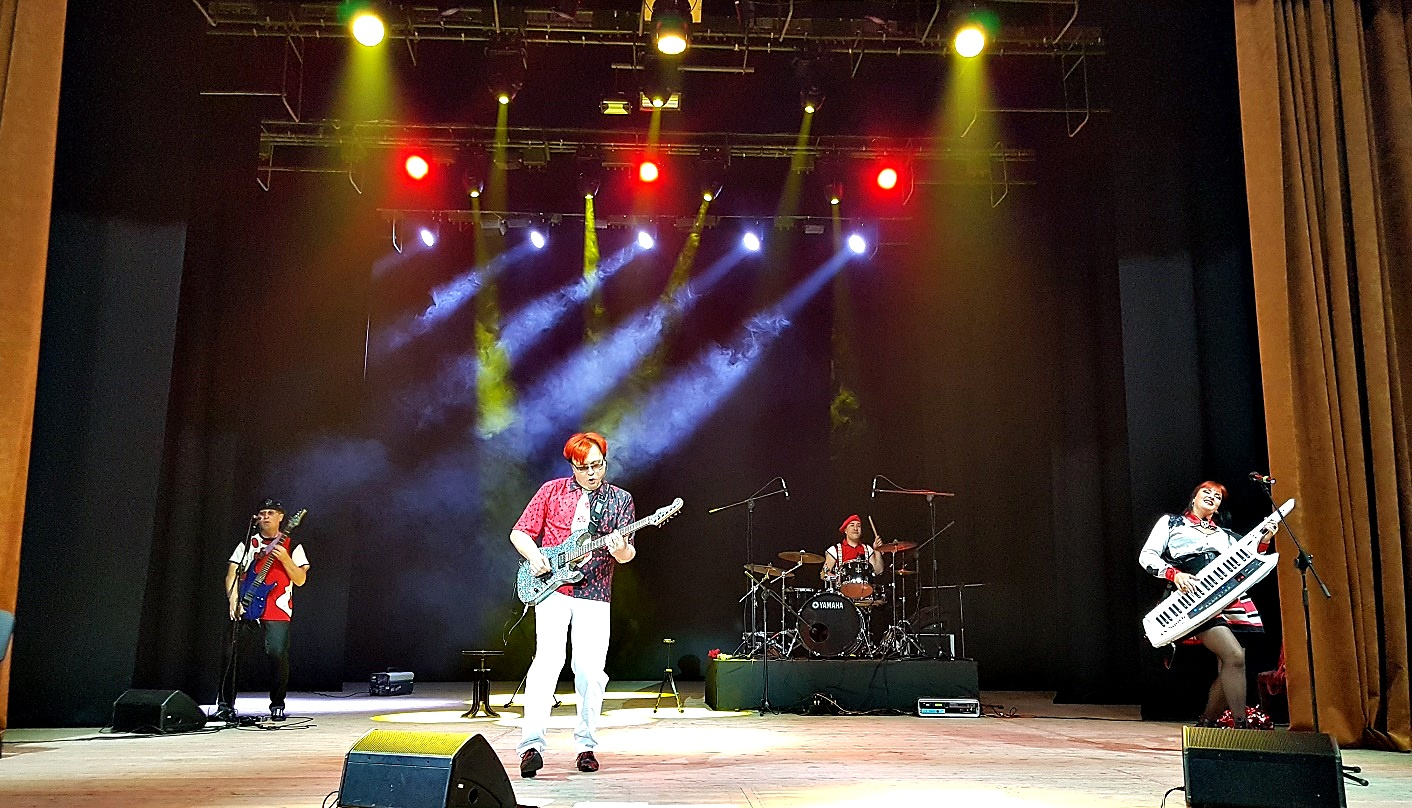
«Божья коровка» на сцене

Радикальные изменения в составе произошли в 2000 году, когда на смену Инне Анзоровой пришла новая участница Наталья Полещук, в тандеме с которой был записан альбом «Другая жизнь» с заглавным треком автора Леонида Азбеля «Теплоход» и несколькими песнями Елены Хрулёвой, ставшей известной как Елена Ваенга.
Вскоре Полещук вышла замуж за Воленко и взяла фамилию мужа, хотя на сцене всегда продолжала выступать под творческим псевдонимом Наташа Шоколадкина.
В эти годы творческая активность группы значительно снизилась в связи с рождением детей. К тому же чета Воленко потеряла всякий интерес к шоу-бизнесу, став членами евангельского союза РОСХВЕ, возглавляемого епископом С. В. Ряховским.
Будучи главой многодетной семьи и почувствовав ответственность, Владимир Воленко полностью изменил образ жизни: бросил курить, прекратил употреблять алкоголь и марихуану.
Сосредоточившись на создании музыки исключительно духовно-христианского содержания, «Божья коровка» в разных городах России регулярно проводила рождественские и пасхальные концерты, а также участвовала в ежегодном фестивале христианской песни «Вифлеемская звезда».
Композиции духовно-христианской направленности были опубликованы в альбоме «Госпел» 2017 года, в который вошли ремастеры треков с CD «Рождённый свыше» (2003) и «Книга жизни» (2006), а также шесть новых композиций. Альбом был переиздан и приурочен к Рождеству 2020.
В 2007 году, после того как Владимиром Воленко было записано два новых альбома «Крылышки за спиной» (2007) и «Апельсины» (2009), «Божья коровка» вернулась к обычной концертной жизни.

## 2010-е годы — настоящее время
Компания «Digital project» переиздала все альбомы «Божьей коровки» в цифровом формате, а в январе 2016 года выпустила новый альбом группы «Девушка. Денег дай!» Эта пластинка стала десятой в дискографии коллектива.
Осенью 2019 года вышел альбом «Ностальгия». Группа также стала выпускать синглы в цифровом интернет-формате.
Летом 2021 года группа опубликовала клип «Рыба», видео было снято ещё в 2006 году, но выпущено было впервые только в 2021 с применением новых видеотехнологий.
Весной 2023 года группа выпустила новую песню «Пароль» и клип на неё.
Группа продолжает гастролировать как с сольными выступлениями, так и в рамках сборных концертов, является постоянным участником «Дискотеки „Союз“».
В мае 2024 года группа стала участницей нового сезона шоу «ВИА Суперстар» на телеканале НТВ.

## Имидж и состав группы

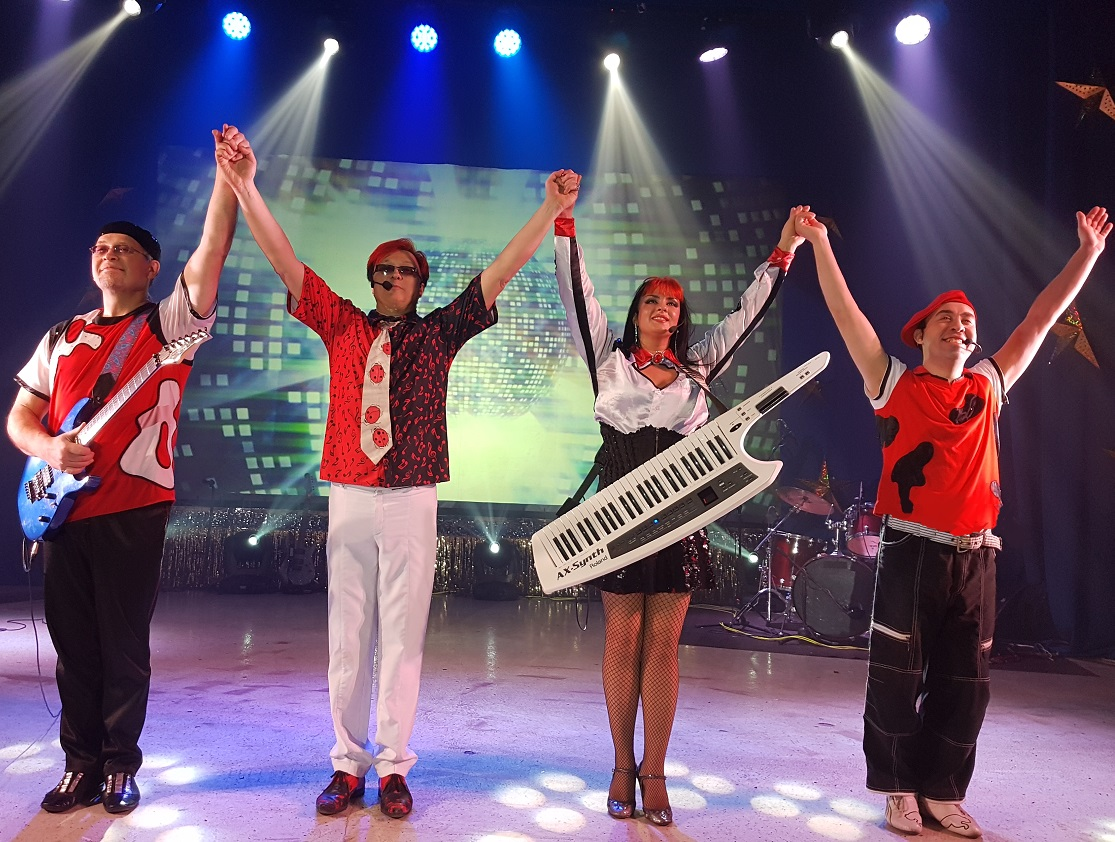

Визитной карточкой группы стали одежда, обувь и аксессуары: ботинки, пиджаки, зонты, причёски, стилизованные под божью коровку. Тематика песен довольно разнообразна: любовь, лирика, юмористические песни; песни, посвящённые друзьям, природе, отдыху, здоровому образу жизни, песни духовно-христианской направленности.
- Владимир Воленко — вокал, ритм-гитара, клавишные.
- Наталья Шоколадкина — вокал, бэк-вокал, клавишные, аккордеон.
- Пётр Шнайдер — соло-гитара, ритм-гитара, бэк-вокал.
- Игорь Кваша — бас-гитара.
- Сергей Сидоров — ударные[36].

## Критика
Рецензии на творчество группы «Божья коровка» весьма противоречивы.
«„Божья коровка“ — это образцово-показательный пример поп-треша начала 90-х», — пишет Денис Ступников, обвиняя Владимира Воленко в ущербности материала сборника «Всё новое… это хорошо переработанное старое».
Алексей Мажаев поставил группе 2 балла из 5, отметив, что «хотя „Божья коровка“ и демонстрирует зачатки самоиронии в названии диска, цвете прически солиста и псевдониме солистки, целевая аудитория их новой-старой работы остается непонятной». После этого Владимир Воленко написал Мажаеву открытое письмо, в котором обвинил критика в некомпетентности.
Достаточно положительно музыкальной критикой были встречены юбилейный альбом «Ностальгия» 2019 года, на котором группа показала, что способна на выход за границы «формата», альбом Госпел, переизданный к Рождеству 2020 года и новая версия песни «Гранитный камушек — 25 лет спустя», где автор демонстрирует новую рок-н-ролльную аранжировку песни, в которой не использована цитата из Криса Ри.
Тот же Алексей Мажаев пишет про альбом 2019 года: «„Ностальгия“ — одна из самых нескучных аудиоработ последнего времени; от стилистических виражей и зигзагов реально захватывает дух».

## Дискография
- 1989 — «Начало шестого сигнала»
- 1995 — «Гранитный камушек» («Союз», CD, SZCD0329-95)[43]
- 1996 — «Улети на небо»[10]
- 1997 — «Моя королевишна»[44]
- 1998 — «Встреча с любимой женщиной»[45]
- 2000 — «Другая жизнь»[46]
- 2003 — «Рождённый свыше»
- 2006 — «Книга жизни»
- 2007 — «Крылышки за спиной»[47]
- 2009 — «Апельсины»[48]
- 2016 — «Девушка. Денег дай»[49]
- 2017 — «Госпел»[50]
- 2019 — «Ностальгия»[51]